# Villa Alem (Tucumán)
Villa Alem es un barrio de San Miguel de Tucumán, Tucumán, Argentina. Se encuentra delimitado por las avenidas Marina Alfaro, Américo Vespucio, Roca y el boulevard Bernabé Aráoz.

## Historia
El barrio fue creado en 1912 con 100 lotes de viviendas baratas destinadas a obreros. Este era uno de los primeros barrios creados fuera del área central de la capital, delimitada por las llamadas 4 avenidas. Asimismo se extendieron diversas líneas de tranvías hacia el barrio desde el centro tucumano. Sobre la avenida Roca funcionaba además la Estación Provincial de trenes, que fue cerrada en 1978 y transformada en un polo gastronómico en 2022. En 1940 el club Tucumán Central se trasladó a su actual ubicación dentro de Villa Alem, convirtiéndose en la principal institución deportiva del barrio junto al club Juan Bautista Alberdi.

## Educación
- Escuela Juan Larrea
- Instituto Nicolás Avellaneda
- Escuela N° 301 Capital Federal
- Escuela Especial de Sordos Próspero García
- Escuela Luis Braille
- Escuela Dr. Agustín Justo de la Vega

## Salud
- CAPS Villa Alem

## Transporte

### Líneas de colectivos
- Línea 1
- Línea 6
- Línea 10
- Línea 11
- Línea 18
- Línea 19
- Línea 141

## Deportes
- Club Atlético Tucumán Central
- Club Social y Deportivo Juan Bautista Alberdi

## Parroquias de la Iglesia católica en Villa Alem
| Arquidiócesis | Arquidiócesis de Tucumán |
| ------------- | ------------------------ |
| Parroquia     | San Pedro Nolasco        |